# Wilhelm Theopold
Wilhelm Theopold (* 12. Dezember 1915 in Lage; † 28. Januar 2009) war ein deutscher Kinderarzt, ärztlicher Standespolitiker und Medizinpublizist.

## Leben und Wirken
Geboren 1915 in Lage/Lippe, studierte Wilhelm Theopold von 1935, unterbrochen durch Kriegsdienst, bis 1942 Medizin. Während seines Studiums wurde er 1938 Mitglied der Burschenschaft Alemannia Marburg. Unmittelbar nach dem Staatsexamen erfolgte die Promotion, danach war Wilhelm Theopold bis 1945 als Truppenarzt tätig. Von 1945 bis 1956 arbeitete er an der Universitäts-Kinderklinik in Marburg, 1948 erhielt er die Anerkennung als Arzt für Kinderheilkunde. 
Nach der Habilitation wurde er 1956 leitender Arzt der Kinderabteilung am Krankenhaus Lemgo, kehrte 1957 als Chefarzt des Kinderkrankenhauses Böttcherstraße in Frankfurt/Main nach Hessen zurück. 1958 wurde er zusätzlich zum Leiter der Kinderabteilung des Städtischen Krankenhauses in Frankfurt/Main-Hoechst berufen, wo er in der neuerbauten Kinderklinik bis zu seiner
Pensionierung im Jahre 1980 tätig war.
Theopold gehörte zu den Ärzten, die 1947 den Marburger Bund gründeten, und wurde 1949 zunächst Vorsitzender in Marburg und 1956
des Landesverbandes Hessen des Marburger Bundes. In der Zeit von 1960 bis 1964 war Wilhelm Theopold stellvertretender Vorsitzender des
Berufsverbandes der Kinderärzte Deutschlands.
Von 1956 bis 1964 war er Vizepräsident, anschließend bis 1968 Präsident der Landesärztekammer Hessen und Mitglied des Vorstandes der Bundesärztekammer. In diesem Rahmen prägte er maßgeblich die Vorsorge-Untersuchungsprogramme, insbesondere für Kinder, welche nach Verabschiedung auf dem 71. Deutschen Ärztetag 1968 drei Jahre später, 1971, in die gesetzliche Krankenversicherung übernommen wurden.
Wilhelm Theopold war von 1958 bis 1998 Schriftleiter des ,Hessischen Ärzteblattes', von 1970 bis 1974 Leiter der Medizinisch-wissenschaftlichen Redaktion des ,Deutschen Ärzteblattes' und ab 1982 langjährig Präsident des Bundesverbandes Deutscher Schriftsteller-Ärzte.

## Ehrungen und Auszeichnungen
- Ernst-von-Bergmann-Plakette[4]
- Adolf-Grimme-Preis in Silber, 1968[4]
- Bundesverdienstkreuz Erster Klasse,[4] 1981
- Paracelsus-Medaille, 1991[4]
- Hessischer Verdienstorden, 1999[4]

## Schriften (Auswahl)
- Votivmalerei und Medizin. München 1980.
- Das Kind in der Votivmalerei. München 1981.